# داينستي واريورز 7
داينستي واريورز 7 (بالإنجليزية: Dynasty Warriors 7)‏، هي لعبة فيديو من نوع بيتم أب. تم تطويرها من قبل أوميغا فورس وتم نشرها من قبل تيكمو كوي. وتستند القصة على كتاب رومانسية الممالك الثلاث للكاتب الصيني لو قوانتشونغ. كُشف النقاب عن اللعبة في عام 2010 قس معرض طوكيو للألعاب.